# Бурляевское сельское поселение
Бурляевское сельское поселение — упразднённое муниципальное образование в Новохопёрском районе Воронежской области.
Административный центр — село Бурляевка.

## История
Законом Воронежской области от 25 ноября 2011 года № 161-ОЗ, преобразованы, путём объединения:
- Пыховское сельское поселение и Бурляевское сельское поселение — в Пыховское сельское поселение с административным центром в селе Пыховка.

## Административное деление
В состав поселения входят:
- село Бурляевка
- поселок Владимировка